# Triouzoune
Die Triouzoune ist ein Fluss in Frankreich, der im Département Corrèze in der Region Nouvelle-Aquitaine verläuft. Sie entspringt im Regionalen Naturpark Millevaches en Limousin, im Gemeindegebiet von Saint-Sulpice-les-Bois, entwässert generell Richtung Südost und mündet nach rund 51 Kilometern an der Gemeindegrenze von Neuvic und Sérandon, gegenüber der bereits im benachbarten Département Cantal liegenden Gemeinde Arches, im Staubereich der Talsperre l’Aigle, als rechter Nebenfluss in die Dordogne.

## Orte am Fluss
- Saint-Sulpice-les-Bois
- Meymac
- Saint-Angel
- Neuvic